# The Joy Girl
The Joy Girl is een Amerikaanse filmkomedie uit 1927 onder regie van Allan Dwan. In Nederland werd de film destijds uitgebracht onder de titel Meisje van Florida.

## Verhaal
Jewel Courage wil trouwen met een rijke man. Ze wijst de miljonair John Jeffrey Fleet af, omdat ze denkt dat hij maar een chauffeur is. In plaats daarvan trouwt ze met een echte chauffeur, die zich uitgeeft voor de miljonair.

## Rolverdeling
| Acteur             | Personage          |
| ------------------ | ------------------ |
| Olive Borden       | Jewel Courage      |
| Neil Hamilton      | John Jeffrey Fleet |
| Marie Dressler     | Mevrouw Heath      |
| Mary Alden         | Mevrouw Courage    |
| William Norris     | Herbert Courage    |
| Helen Chandler     | Flora              |
| Jerry Miley        | Vicary             |
| Frank Walsh        | Hugh Sandman       |
| Clarence Elmer     | Bediende           |
| Peggy Kelly        | Isolde             |
| Jimmy Grainger jr. | Chauffeur          |